# Jacopo Bassano
Giacomo da Ponte, también conocido como Jacopo Bassano (h. 1515-13 de febrero de 1592) fue un pintor italiano del Manierismo, nacido y muerto en Bassano del Grappa, cerca de Venecia, lugar del que tomó su nombre. Destacado participante del Renacimiento veneciano su arte se engloba en la escuela veneciana de pintura. 

## Biografía
Su padre, Francesco Bassano el Viejo, fue un «artista aldeano» y Jacopo adoptó algo de su estilo cuando introdujo en sus pinturas religiosas detalles realistas, incluyendo animales, granjas y paisajes; «hasta el extremo de que sus cuadros más parecen simples composiciones de género, que cuadros religiosos». La introducción de estos elementos que llenan las composiciones tuvieron luego gran importancia en los orígenes del naturalismo barroco. 
Habiendo trabajado en Venecia y otras ciudades italianas, estableció un taller en Bassano con sus cuatro hijos: Francesco el Joven (1549–1592), Gerolamo (1566–1621), Giovanni Battista (1553–1613), y Leandro (1557–1622). Compartieron su estilo, y algunos trabajos son difíciles de atribuir con precisión.
Aprendió de otros artistas de la época, aunque sus relaciones con sus colegas no fueron siempre buenas, pues a Tiziano, por ejemplo, lo retrató como cambista en un cuadro de La Purificación del Templo; seguramente quiso insinuar que era codicioso. Otros trabajos particularmente notables fueron El regreso a Canaan de Jacob, Dives y Lázaro, Acteón y las ninfas, La última cena y Anunciación a los pastores. Reconocido como pintor pastoral, sus pinturas a menudo representan nuevas técnicas agrícolas y, en algunos casos, delatan un conocimiento de los debates recientes sobre la gestión del medio ambiente veneciano. Son especialmente apreciadas sus composiciones nocturnas, en las que maneja los juegos de luces con gran maestría.

## Galería

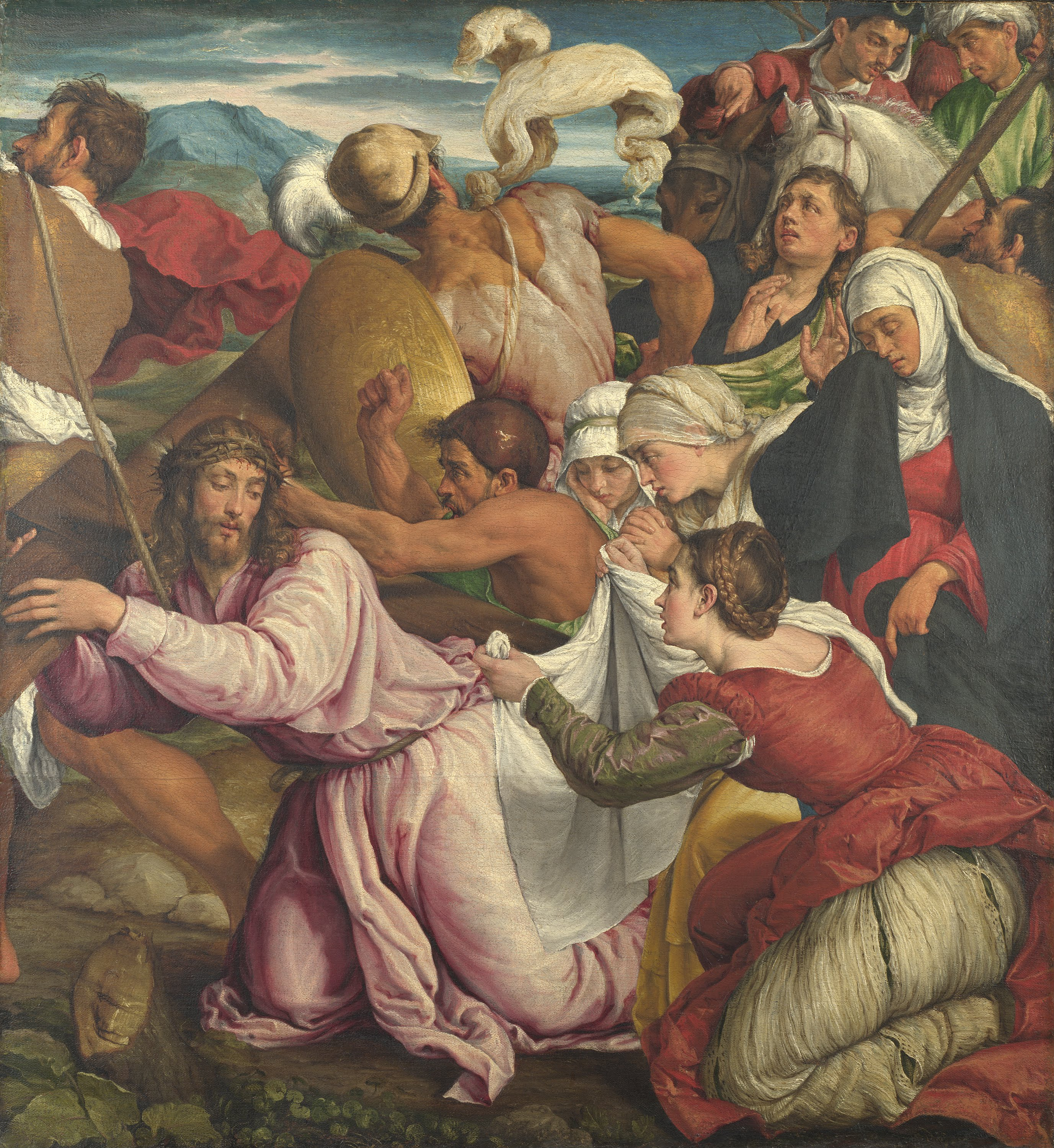
Calvario, hacia 1540, óleo sobre lienzo, 145 × 133 cm, National Gallery de Londres.
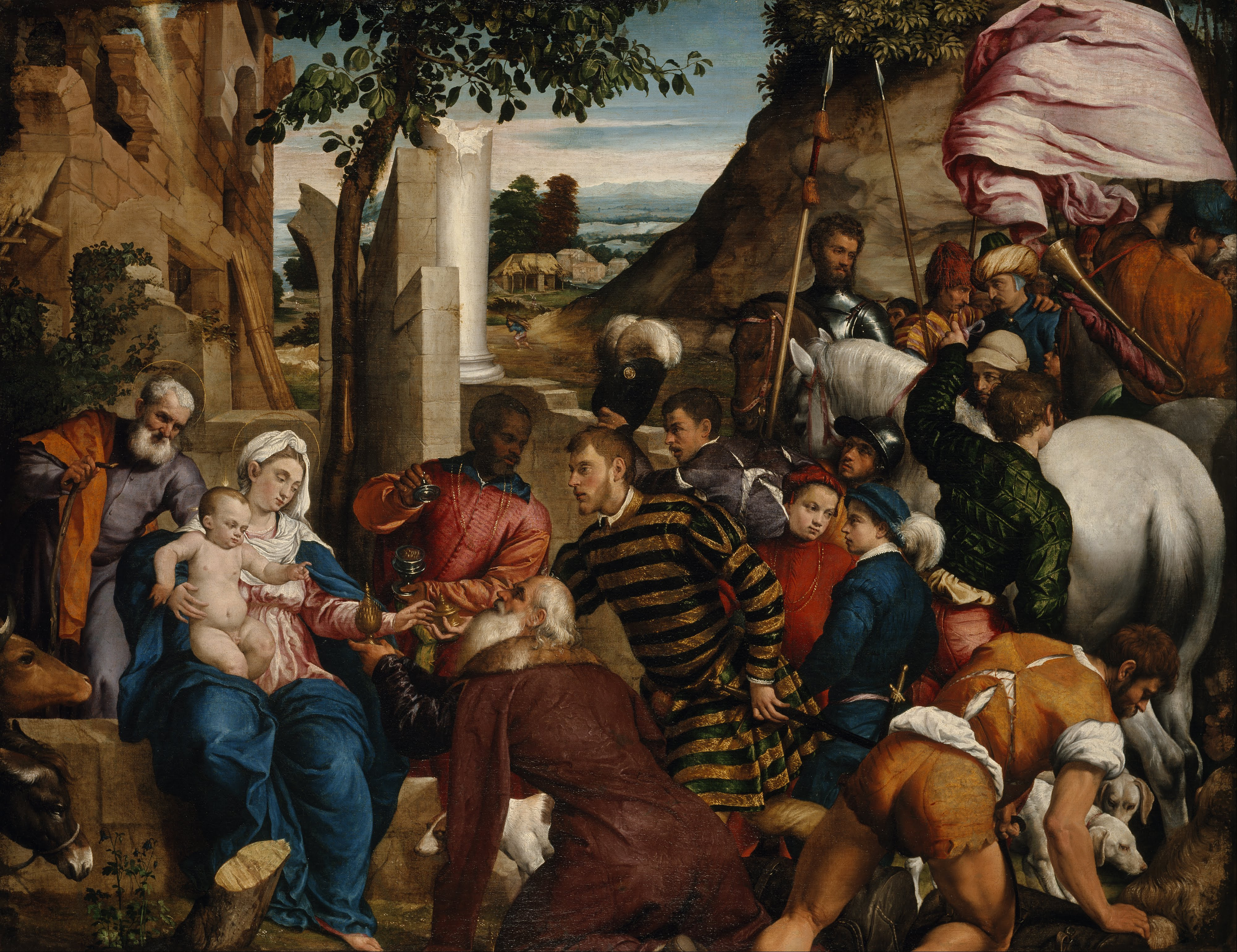
Adoración de los Reyes (c. 1540), Galería nacional de Escocia.
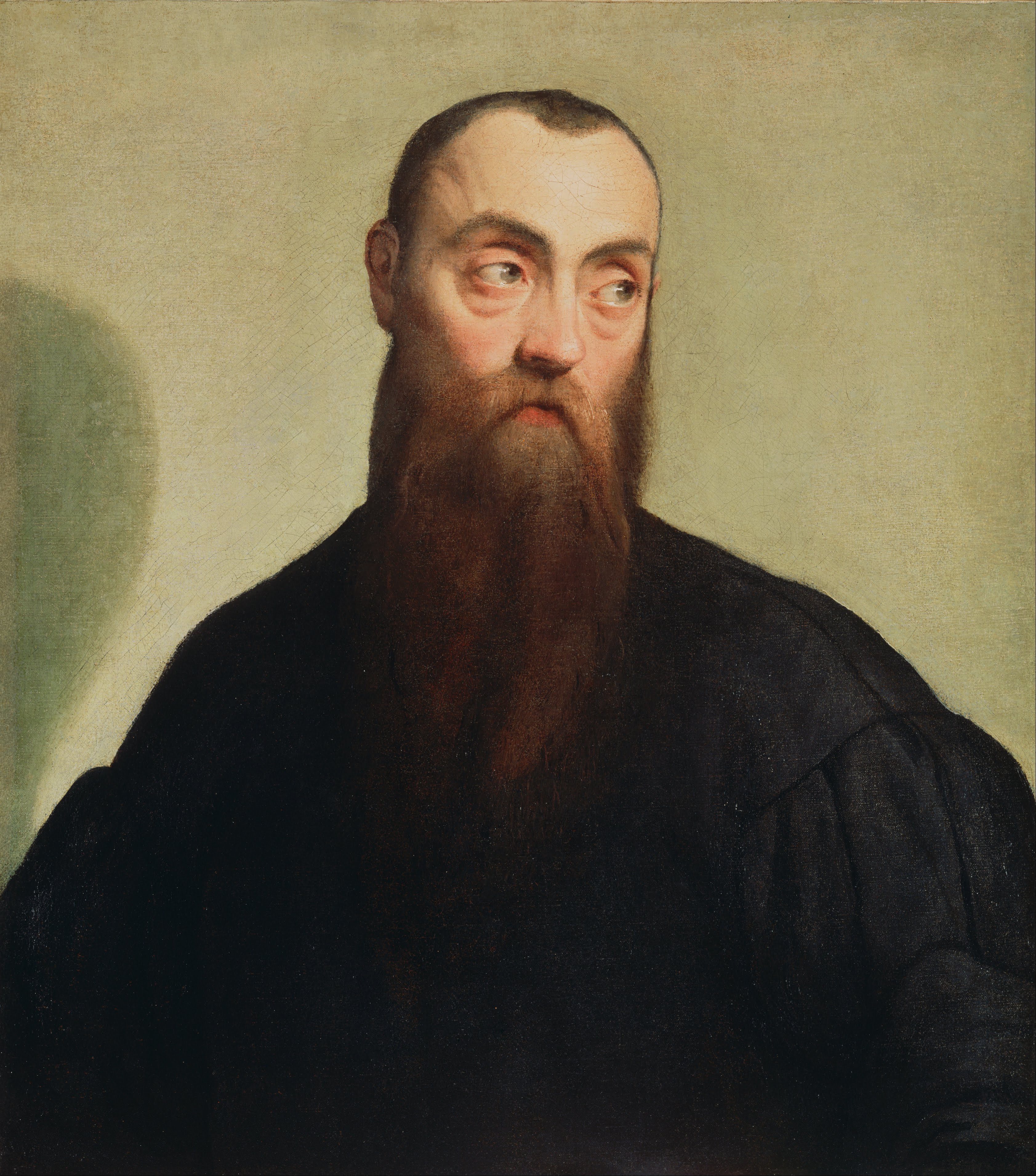
Retrato de hombre barbudo (c. 1550), Museo J. Paul Getty.
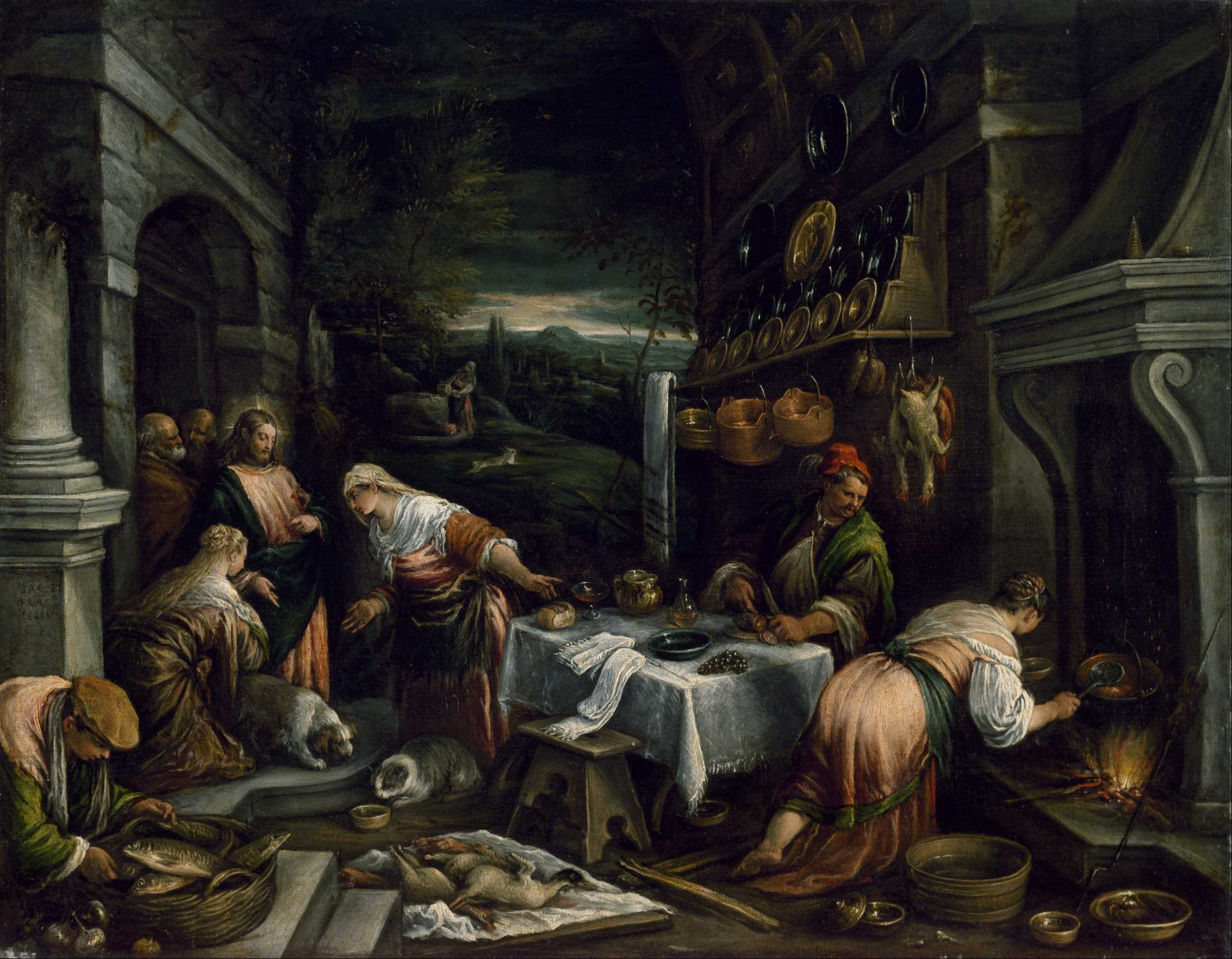
Cristo en casa de María, Marta y Lázaro (c. 1577), Museo de Bellas Artes de Houston.
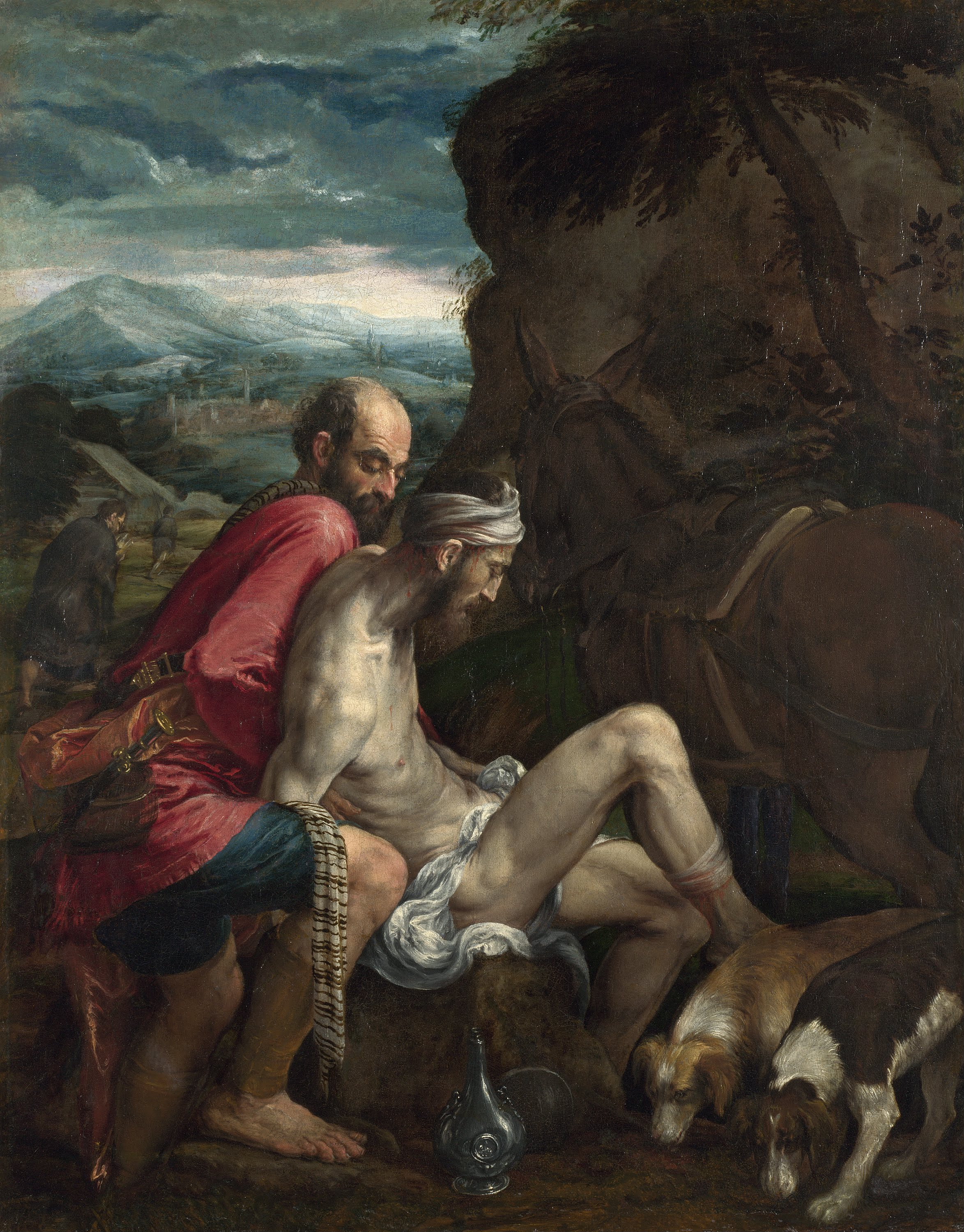
El buen samaritano, National Gallery de Londres.
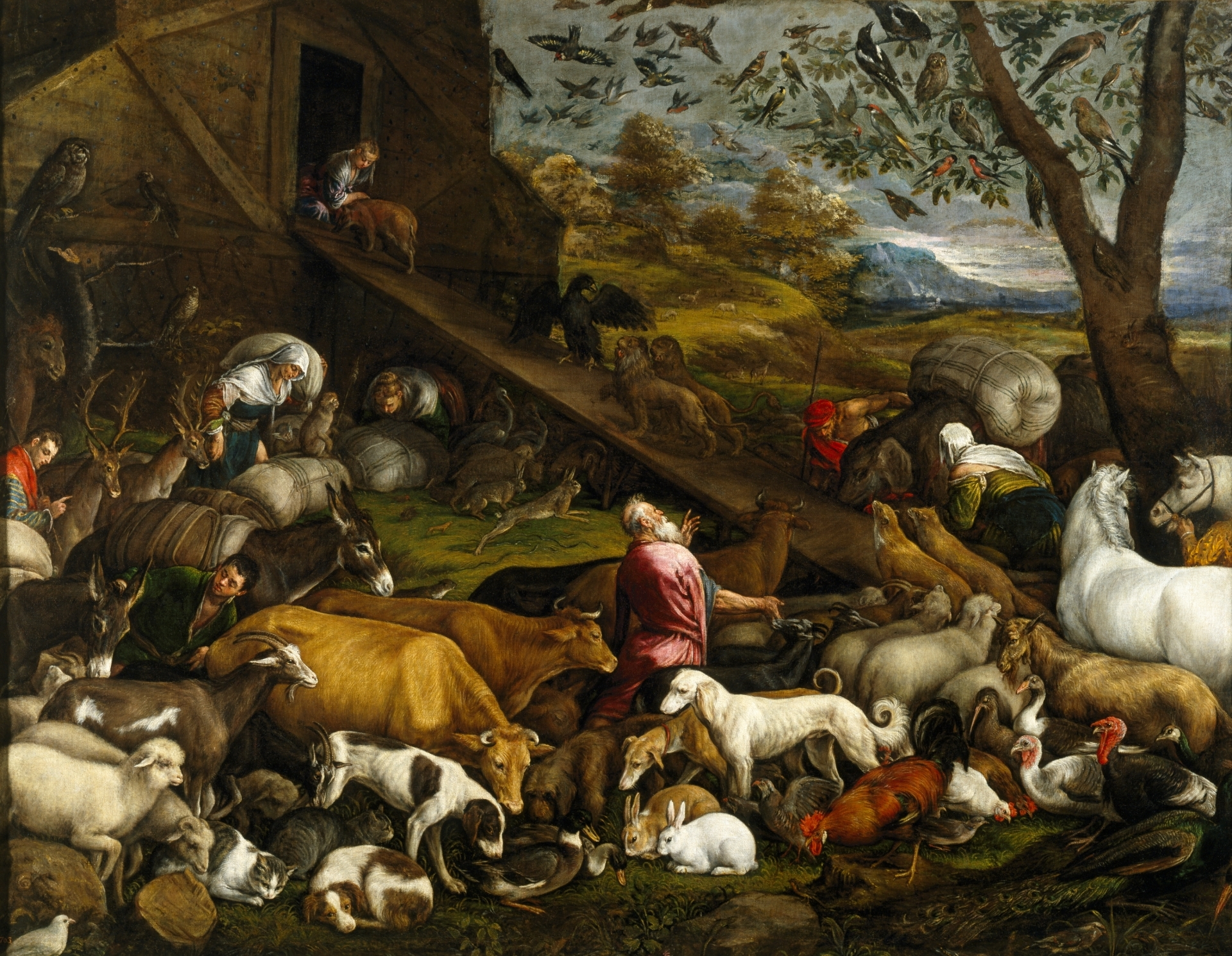
La entrada de los animales en el Arca de Noé, Museo Nacional del Prado, Madrid.